# Lorenzo Sáenz y Fernández Cortina
Lorenzo Sáenz y Fernández Cortina (Jaén, 4 de marzo de 1863 - Ibíd., 14 de octubre de 1939) fue un abogado y político carlista español.

## Biografía
Estudió en la Universidad Central de Madrid, doctorándose en 1884 en Derecho Civil y Canónico. Afiliado a la Comunión Tradicionalista, promovió en Jaén la fundación del semanario carlista El Norte Andaluz (1889-1891), y en Úbeda de El Libertador (1896-1899) y El Combate (1901-10), dirigiendo este último personalmente hasta 1905, en que fue sustituido por Rufino Peinado. Ese mismo año participaría en la reorganización carlista de la provincia de Jaén, siendo nombrado jefe provincial.
Desde la última década del siglo XIX era miembro de la directiva del Círculo Tradicionalista de Madrid. En 1909 ideó, junto con Gustavo Sánchez Márquez, el proyecto de adquirir en la capital la llamada Casa de los Tradicionalistas como sede del diario El Correo Español, proyecto que culminaría con éxito en 1912.
Lorenzo Sáenz fue elegido diputado a Cortes por Tudela en las elecciones generales de 1907 y 1910, aunque en la segunda ocasión la elección fue declarada nula y se le retiró el acta de diputado. Nuevamente se presentó en las elecciones de 1914 por el mismo distrito, pero no resultó elegido.
En febrero de 1919 se posicionó contra los mellistas al producirse la escisión en el partido y aconsejó a Sánchez Márquez para lograr que Don Jaime conservase la propiedad de El Correo Español. En noviembre participaría en la Junta de Biarritz que reorganizó el jaimismo, manteniendo el cargo de tesorero general que ejercía desde hacía muchos años. Durante la década de 1920 fue jefe regional jaimista de Castilla la Nueva y en marzo de 1924 fue premiado por Don Jaime con la Cruz de Caballero de la Orden de la Legitimidad Proscrita.
Incansable propagandista de la causa carlista, en 1929 Sáenz fundó en Madrid el semanario El Cruzado Español, a la par que un nuevo círculo jaimista, y trataría de reunir el capital suficiente para lograr la reaparición del diario El Correo Español, encomendando en mayo de 1931 a Román Oyarzun las gestiones del proyecto por designio de Don Jaime. Dicho proyecto no se llevaría a cabo finalmente al regresar al seno de la Comunión Tradicionalista el antiguo diario integrista El Siglo Futuro, que ejercería la portavocía oficiosa de la Comunión hasta el estallido de la Guerra Civil Española. 
El 15 de enero de 1932 se creó la Junta Nacional Suprema de la Comunión Tradicionalista y Sáenz fue nombrado presidente de la misma, pero no aceptó el nombramiento debido a la presencia de integristas en la Junta y, especialmente, de José Luis Oriol y el conde de Rodezno, marcadamente favorables a la sucesión alfonsina. El 12 de febrero dimitiría del cargo, así como de la jefatura regional de Castilla la Nueva, adhiriéndose al sector cruzadista, del que sería uno de los principales dirigentes. En mayo de 1935 presidió la asamblea cruzadista de Zaragoza que declaró como sucesora de Don Alfonso Carlos a su sobrina Doña Blanca, para que transmitiese sus derechos a sus hijos varones.

## Obras
- Memorias militares (1917)[23]